# شاندان سينغ
شاندان سينغ (بالإنجليزية: Chandan Singh)‏ هو منافس ألعاب قوى هندي، ولد في 8 يونيو 1987.

## وصلات خارجية
- شاندان سينغ على موقع الاتحاد الدولي لألعاب القوى (الإنجليزية)